# William Beaudine
William Beaudine (n. 15 de enero de 1892-f. 18 de marzo de 1970) fue un actor y director cinematográfico estadounidense. Fue uno de los más prolíficos directores de Hollywood, ganándose en apodo de "One Shot (Una Toma)" Beaudine.

## Cine mudo y cine británico
Nacido en la ciudad de Nueva York, Beaudine empezó su carrera cinematográfica como actor en 1909 con la American Mutoscope and Biograph Company. En 1915 fue contratado como actor y como director por la Kalem Company. Fue ayudante de dirección del director D.W. Griffith en el rodaje de los filmes El nacimiento de una nación e Intolerancia. Cuando tenía 23 años de edad dirigió su primer título, un corto llamado Almost a King (1915). 
Beaudine trabajó como director de cine mudo para las compañías Goldwyn, Metro, First National Pictures, Principal, y Warner Brothers. En 1926 rodó Sparrows, film protagonizado por Mary Pickford. Antes del inicio del cine sonoro, Beaudine rodó por lo menos 30 películas. 
Posteriormente filmó varias producciones anuales para 20th Century Fox, Warner Brothers, Paramount Pictures, y Universal Studios. Su título más conocido de inicios de los años treinta fue The Old-Fashioned Way, una comedia protagonizada por W. C. Fields. 
Beaudine fue uno de los muchos experimentados directores que viajaron a Inglaterra en la década de 1930 para trabajar en producciones británicas. Otros de esos directores fueron Raoul Walsh y Allan Dwan. Allí dirigió cuatro películas protagonizadas por Will Hay, entre ellas Boys Will Be Boys (1935) y Where There's a Will (1936). 

## Hollywood
Beaudine volvió de manera permanente a Estados Unidos en 1937, teniendo problemas para reincorporarse a los grandes estudios. Tras un breve paso por Warner Brothers, encontró ocupación en estudios de bajo presupuesto, como Monogram Pictures y Producers Releasing Corporation, rodando docenas de comedias, thrillers, y melodramas con actores tan populares como Bela Lugosi, Harry Langdon, Ralph Byrd, Edmund Lowe, Jean Parker, y los East Side Kids. Beaudine completaba esas producciones en cuestión de días, a veces únicamente en cinco. Uno de dichos títulos fue Mom and Dad, un film exploitation producido por Kroger Babb y estrenado en 1945. 
Beaudine también a menudo trabajó en series cinematográficas, entre ellas Torchy Blane, The East Side Kids, Jiggs and Maggie, The Shadow Returns, Charlie Chan, y The Bowery Boys. 
La eficiencia de Beaudine era tan alta que Walt Disney le contrató para dirigir algunos de sus proyectos televisivos de la década de 1950. En este medio estuvo aún más ocupado, dirigiendo Naked City, The Green Hornet, y docenas de episodios de Lassie.
Sus últimos dos largometrajes, ambos estrenados en 1966, fueron los westerns de horror Billy the Kid vs. Dracula (con John Carradine) y Jesse James Meets Frankenstein's Daughter. Al final de la década era el profesional más antiguo de la industria, pues se había iniciado en 1909.
Se casó con Marguerite Fleischer en 1914, permaneciendo el matrimonio unido hasta el fallecimiento de Beaudine, lo cual ocurrió en 1970 en Canoga Park, California, a causa de una insuficiencia renal, siendo enterrado en el Cementerio Hollywood Forever de Hollywood, California.